# 캘리포니아 대학교 버클리 출신 노벨상 수상자
다음은 UC 버클리 대학교와 연고가 있는 노벨상 수상자 명단이다. 연고라 함은 버클리에서 현재 혹은 전 교수나 연구자로 일했거나 학부, 대학원을 졸업한 경우이다.

2018년 12월 현재 107명의 노벨상 수상자가 버클리에 연고가 있다. 33명의 버클리 학부, 대학원 졸업생들이 노벨상을 수상했고, 또 다른 38명의 노벨상 수상자들이 버클리에서 오랫동안 정교수나 연구원으로 재직했다. 나머지 36명은 버클리에서 잠시 교수나 연구원, 또는 방문교수로 일한 케이스이다. 
| 이름                             | 노벨상                       | 연고                                                                    |
| A                                |                              |                                                                         |
| 조지 애컬로프 (1940- )           | 2001, 경제학                 | 경제학과 교수 (1980- )                                                  |
| James Allison                    | 2018, 생리학·의학            | 분자세포생물학 교수 (1985-2004)                                         |
| 루이스 월터 앨버레즈 (1911-1988) | 1968, 물리학                 | 물리학과 교수 (1936-1988)                                               |
| Werner Arber (1929- )            | 1978, 생리학·의학            | 연구원(1963), 방문교수 (1970-1971)                                      |
| Frances Arnold                   | 2018, 화학                   | 박사 1985, 포닥 연구원 1986                                             |
| Robert Aumann                    | 2005, 경제학                 | 방문교수 (1971, 1985-86)                                                |
| B                                |                              |                                                                         |
| Barry Barish                     | 2017, 물리학                 | 학사 1957, 박사 1962, 포닥 연구원 (1962-63)                             |
| Eric Betzig                      | 2014, 화학                   | 물리학과 교수 (2017-)                                                   |
| Elizabeth Blackburn              | 2009, 생리학·의학            | 분자생물학과 교수 (1978-1990)                                           |
| 펠릭스 블로흐 (1905-1983)        | 1952, 물리학                 | 연구원 1939                                                             |
| Nicolaas Bloembergen             | 1981, 물리학                 | 방문교수 (1964-65)                                                      |
| 시드니 브레너 (1927- )           | 2002, 생리학·의학            | 연구원(1953), 버클리의 분자과학원 설립자 (1996)                         |
| C                                |                              |                                                                         |
| 멜빈 캘빈 (1911-1997)            | 1961, 화학                   | 화학과 교수 (1947-1997)                                                 |
| Thomas R. Cech (1947- )          | 1989, 화학                   | 박사 1975                                                               |
| Owen Chamberlain (1920-2006)     | 1959, 물리학                 | 물리학과 교수 (1958-2006 )                                              |
| 스티븐 추 (1948- )               | 1997, 물리학                 | 박사 1976, 버클리 랩 실장/분자세포생물학과 교수 (2004-2009 )            |
| Arthur H. Compton                | 1927, 물리학                 | 물리학과 교수 (1921-22, 1962)                                           |
| Leon N. Cooper                   | 1972, 물리학                 | 연구원 1969                                                             |
| Allan M. Cormack                 | 1970, 생리학·의학            | 연구원 1967)                                                            |
| [[제임스 왓슨 크로닌] (1931-)    | 1980, 물리학                 | 연구원 1958                                                             |
| 로버트 F. 컬 (1933- )            | 1996, 화학                   | 박사 1950                                                               |
| D                                |                              |                                                                         |
| Gerard Debreu (1921-2004)        | 1983, 경제학                 | 경제학과 교수 (1962-2004)                                               |
| Peter Diamond                    | 2010, 경제학                 | 경제학과 교수 (1963-1964)                                               |
| E                                |                              |                                                                         |
| Joseph Erlanger (1895-1965)      | 1944, 생리학·의학            | 학사 1895                                                               |
| Gerhard Ertl                     | 2007, 화학                   | 방문교수 (1981-82)                                                      |
| F                                |                              |                                                                         |
| 앤드루 파이어 (1959-)            | 2006, 생리학·의학            | 학사 1978                                                               |
| Joachim Frank                    | 2017, 화학                   | 연구원 (1970-72)                                                        |
| G                                |                              |                                                                         |
| 윌리엄 F. 지오크 (1895-1982)     | 1949, 화학                   | 학사 1920, 박사 1922, 화학과 교수 (1922-1982)                           |
| 도널드 글레이저 (1926- )         | 1960, 물리학                 | 물리학과 교수 (1957- )                                                  |
| 셸던 리 글래쇼 (1932- )          | 1979, 물리학                 | 물리학과 교수 (1960-1966)                                               |
| Carol W. Greider                 | 2009, 생리학·의학            | 박사 1987                                                               |
| 데이비드 그로스 (1941- )         | 2004, 물리학                 | 박사 1966                                                               |
| 피에르질 드 젠 (1932- )          | 1991, 물리학                 | 포스트닥 1959                                                           |
| H                                |                              |                                                                         |
| John C. Harsanyi (1920-2000)     | 1994, 경제학                 | 경제학과 교수 (1964-2000)                                               |
| Seamus Heaney                    | 1995, 문학                   | 방문교수 (1970-71)                                                      |
| Alan J. Heeger (1936- )          | 2000, 화학                   | 박사 1961                                                               |
| Richard Henderson                | 2017, 화학                   | 방문교수 1993                                                           |
| Dudley R. Herschbach (1932- )    | 1986, 화학                   | 화학과 교수 (1959-63)                                                   |
| Jaroslav Heyrovský               | 1959, 화학                   | 방문교수 1933                                                           |
| Leonid Hurwicz                   | 2007, 경제학                 | 방문교수 (1976-77)                                                      |
| J, K                             |                              |                                                                         |
| J. Hans D. Jensen                | 1963, 물리학                 | 방문교수 1952                                                           |
| 대니얼 카너먼 (1934- )           | 2002, 경제학                 | 박사 1961, 심리학과 교수 (1986-1994)                                    |
| 로런스 클라인 (1920- )           | 1980, 경제학                 | 학사 1942                                                               |
| Arthur Kornberg (1918- )         | 1959, 생리학·의학            | 연구원 (1951)                                                           |
| L                                |                              |                                                                         |
| 윌리스 유진 램 (1913- )          | 1955, 물리학                 | 학사 1934, 박사 1938                                                    |
| 로버트 러플린 (1950- )           | 1998, 물리학                 | 학사 1972                                                               |
| 어니스트 로런스 (1901-1958)      | 1939, 물리학                 | 물리학과 교수 (1930-1958), Radiation Lab 실장 (1936-1958)               |
| 리정다오 (1926-)                 | 1957, 물리학                 | 연구원 및 조교 (1950-51)                                                |
| 리위안저 (1936- )                | 1986, 화학                   | 박사 1965, 화학과 교수(1974- )                                          |
| 윌러드 리비 (1908-1980)          | 1960, 화학                   | 학사 1931, 박사 1933, 강사 (1933-41)                                    |
| Robert Lucas Jr.                 | 1995, 경제학                 | 박사 과정 (1959-60)                                                     |
| M                                |                              |                                                                         |
| 존 C. 매더 (1945- )              | 2006, 물리학                 | 박사 1974                                                               |
| 대니얼 맥패든 (1937-)            | 2000, 경제학                 | 경제학과 교수 (1963-1979, 1990- )                                       |
| 에드윈 맥밀런 (1907-1991)        | 1951, 화학                   | 화학과 교수 (1946-1991)                                                 |
| Czesław Miłosz (1911-2004)       | 1980, 문학                   | 슬라브 문학과 교수 (1961-2004)                                          |
| James Mirrlees                   | 1996, 경제학                 | 방문교수 1986                                                           |
| Paul L. Modrich                  | 2015, 화학                   | 화학과 교수 (1974-76)                                                   |
| 마리오 J. 몰리나 (1943- )        | 1995, 화학                   | 박사 1972                                                               |
| Ben Roy Mottelson                | 1975, 물리학                 | 방문교수 1959                                                           |
| Kary B. Mullis (1944- )          | 1993, 화학                   | 박사 1972                                                               |
| N, O                             |                              |                                                                         |
| 더글러스 C. 노스 (1920- )        | 1993, 경제학                 | 학사 1942, 박사 1952                                                    |
| John H. Northrop (1891-1987)     | 1946, 화학                   | 화학과 교수 (1949-1987)                                                 |
| Bertil Ohlin                     | 1977, 경제학                 | 방문교수 1937                                                           |
| P, R                             |                              |                                                                         |
| Octavio Paz                      | 1990, 문학                   | 연구원 1943                                                             |
| Christopher A. Pissarides        | 2010, 경제학                 | 방문교수 (1990-91)                                                      |
| 라이너스 폴링                    | 1954, 화학, 1962, 노벨평화상 | 화학과/물리학과 교수 (1929-1934)                                        |
| Stanley B. Prusiner (1942- )     | 1997, 생리학·의학            | 바이러스학과 교수 (1984- )                                              |
| 솔 펄머터                        | 2011, 물리학                 | 박사 1986, 천체물리학 교수 (1988-)                                      |
| Frederick Reines                 | 1995, 물리학                 | 연구원 (1944-1959)                                                      |
| Adam Riess                       | 2011, 물리학                 | 연구원 (1996-99)                                                        |
| Richard J. Roberts               | 1980, 생리학·의학            | 방문교수 1991                                                           |
| S                                |                              |                                                                         |
| Aziz Sancar                      | 2015, 화학                   | 방문교수 2002                                                           |
| 토머스 사전트 (1921- )           | 2011, 경제학                 | 학사 1964                                                               |
| 글렌 T. 시보그 (1912-1999)       | 1951, 화학                   | 박사 1937, 화학과 교수 (1937-1999)                                      |
| William F. Sharpe                | 1990, 경제학                 | 학부 과정 (1951-52)                                                     |
| 랜디 셰크먼 (1948- )             | 2013, 생리학·의학            | 분자세포생물학과 교수 (1976-)                                           |
| Reinhard Selten                  | 1994, 경제학                 | 방문교수 (1967-68, 그 외 여러번 더 방문교수로 연구하고 가르쳤음)        |
| 토머스 셸링 (1921- )             | 2005, 경제학                 | 학사 1944                                                               |
| 아마르티아 센 (1933- )           | 1998, 경제학                 | 연구원 (1964-1965)                                                      |
| 에밀리오 지노 세그레 (1905-1989) | 1959, 물리학                 | 연구원 (1938-46), 물리학과 교수 (1946-1989)                             |
| 줄리언 슈윙거 (1918-1994)        | 1965, 물리학                 | 연구원 (1939-1941)                                                      |
| Christopher A. Sims              | 2011, 경제학                 | 박사 과정 (1963-64)                                                     |
| 허버트 사이먼 (1916-2001)        | 1978, 경제학                 | 연구원장 (1939-1942)                                                    |
| 해밀턴 O. 스미스 (1931- )        | 1978, 생리학·의학            | 학사 1952                                                               |
| 조지 스무트 (1945- )             | 2006, 물리학                 | 천체물리학과 교수 (1994- )                                              |
| 웬들 메러디스 스탠리 (1904-1971) | 1946, 화학                   | 화학과 교수 (1948-1971)                                                 |
| 잭 스타인버거 (1921- )           | 1988, 물리학                 | 연구원(1949-1950)                                                       |
| 오토 슈테른 (1888-1969)          | 1939, 물리학                 | 연구원 1930                                                             |
| T                                |                              |                                                                         |
| Henry Taube (1915- )             | 1983, 화학                   | 박사 1940, 화학과 강사 (1940-41)                                        |
| 찰스 H. 타운스 (1915- )          | 1964, 물리학                 | 물리학과 교수 (1967-2015 )                                              |
| 리처드 E. 테일러 (1930- )        | 1990, 물리학                 | 연구원 (1961-62 )                                                       |
| David J. Thouless                | 2016, 물리학                 | 포닥 연구원 (1958-59), 물리학과 강사로도 재직했음                       |
| James Tobin                      | 1981, 경제학                 | 방문교수 (1982-83)                                                      |
| Roger Y. Tsien                   | 2008, 화학                   | 화학과 교수 (1982-89)                                                   |
| U                                |                              |                                                                         |
| 해럴드 클레이턴 유리 (1893-1981) | 1934, 화학                   | 박사 1923                                                               |
| W                                |                              |                                                                         |
| Selman Waksman (1918-1973)       | 1952, 생리학·의학            | 박사 1918                                                               |
| 스티븐 와인버그 (1933- )         | 1979, 물리학                 | 연구원 (1959-66)                                                        |
| George H. Whipple                | 1934, 생리학·의학            | 버클리 의대(지금은 UCSF로 독립했음) 교수 (1914-1921, 의대 학장 1920-21) |
| Oliver E. Williamson             | 2009, 경제학                 | 경제학과 교수 (1988-)                                                   |
| 모리스 윌킨스 (1916- )           | 1962, 생리학·의학            | 연구원 (1941-1945)                                                      |
| 제프리 윌킨슨 (1921-1996)        | 1973, 화학                   | 연구원 (1946-1949)                                                      |
| 쿠르트 뷔트리히 (1938- )         | 2002, 화학                   | 연구원 1965                                                             |
| Z                                |                              |                                                                         |
| 아메드 즈웨일 (1946- )           | 1999, 화학                   | 연구원 (1974-1976)                                                      |